# Brent Cross
Brent Cross w Londynie to pierwsze duże centrum handlowe w Wielkiej Brytanii. Zostało otwarte w roku 1976. Znajduje się w dzielnicy Barnet przy skrzyżowaniu autostrady M1 z drogą A406 North Circular.